# Moravecia argentinensis
Moravecia argentinensis is een rondwormensoort uit de familie van de Guyanemidae. De wetenschappelijke naam van de soort is voor het eerst geldig gepubliceerd in 2007 door Braicovich, Moravec & Timi.